# George Paget Thomson
George Paget Thomson (Cambridge, 3 de mayo de 1892 -  Cambridge, 10 de septiembre de 1975) fue un  físico británico galardonado con el  Premio Nobel en 1937 por su trabajo relativo a la difracción de electrones en cristales y la demostración de sus propiedades ondulatorias. 

## Biografía
George Paget Thomson era hijo de Rose Elizabeth Paget y de sir Joseph John Thomson, físico y premio Nobel de Física en 1906, considerado el descubridor del electrón por sus experimentos con el flujo de partículas (electrones) que componen los rayos catódicos. 
George estudió y se graduó en el Trinity College de la Universidad de Cambridge. Entre 1922 y 1930, impartió clases de filosofía natural en la Universidad de Aberdeen. En 1930 obtuvo la cátedra de física en el Colegio Imperial de Ciencias y Tecnología de la Universidad de Londres, donde permaneció hasta 1952. Desde ese año, y hasta 1962, fue rector del Corpus Christi College de la Universidad de Cambridge.
En 1937 le fue otorgado el premio Nobel de Física, que compartió con el físico estadounidense Clinton Davisson, por su trabajo relativo a la difracción de electrones en cristales y la demostración de sus propiedades ondulatorias. 
En los últimos años de la década de 1930 y durante la II Guerra Mundial, se especializó en física nuclear, concentrándose en el estudio de las aplicaciones prácticas militares de la energía nuclear. En la última parte de su vida continuó sus trabajos en torno a la energía nuclear, pero también escribió trabajos sobre aerodinámica y sobre el valor de la ciencia en la sociedad.
Entre 1937 y 1941, asesoró al ministerio del Aire en materia de aeronáutica, y en materia científica en general entre 1943 y 1944. Fue galardonado en 1939 con la medalla Hughes, concedida por la Royal Society «por sus importantes descubrimientos en relación con la difracción de electrones por la materia». En 1943 fue nombrado caballero (sir) y en 1946 ocupó la asesoría de la delegación británica en el Consejo de Seguridad de las Naciones Unidas y de la Comisión de la Energía Atómica.